# Hygrophila costata
Hygrophila costata es una especie de planta herbácea perteneciente a la familia de las acantáceas. Es nativa del Cerrado de Brasil, y usualmente se extiende desde el sur de México hasta Argentina. Esta planta es citada en Flora Brasiliensis por Carl Friedrich Philipp von Martius. Además, H. costata es una especie invasora y dominante en varias partes del mundo, incluida Australia, porque esta planta es como una planta de acuario de agua dulce.